# 김선여
김선여(金善汝, 1875년~1910년 4월)는 한국의 독립운동가이다.

## 생애
1908년 4월, 신보현의진(申甫鉉義陣)의 좌익장(左翼將) 또는 선봉장(先鋒將)으로 300여 명의 의병들과 함께 전라도 일대에서 의병활동을 전개했다.
1909년 6월 27일, 부하를 시켜 의병활동을 방해하는 유종여(柳鍾汝)를 체포하게 한 다음 다음날 총살시켰으며, 7월 7일에는 의병활동을 방해한 정삼차(鄭三次)를 포박해 처단했다. 의병활동 중이던 11월 19일에 전라도 담양에서 체포되어 1910년 4월 대구공소원(大邱控訴院)에서 교수형을 받았다.